# Championnat de Tchécoslovaquie de football 1983-1984
Navigation
Saison précédente Saison suivante
La saison 1983-1984 du Championnat de Tchécoslovaquie de football est la 58e édition du championnat de première division en Tchécoslovaquie. Les seize meilleurs clubs du pays se retrouvent au sein d'une poule unique, la First League, où les formations s'affrontent deux fois, à domicile et à l'extérieur. À l'issue du championnat, les deux derniers du classement sont relégués et remplacés par les deux meilleurs clubs de II. Liga, la deuxième division tchécoslovaque.
C'est le club du AC Sparta Prague qui termine en tête du classement du championnat, avec deux points d'avance sur le Dukla Prague et six sur le tenant du titre, le FC Bohemians Prague. C'est le 16e titre de champion de Tchécoslovaquie de l'histoire du club, qui réalise le doublé, à la suite de sa victoire en Coupe de Tchécoslovaquie, face au FK Inter Bratislava.

## Les 16 clubs participants
| - Dukla Prague - TJ Vitkovice - Tatran Presov - SK Slovan Bratislava - FC Bohemians Prague - ZVL Zilina - Sklo Union Teplice - Promu de II. Liga - FK Inter Bratislava | - Dukla Banska Bystrica - Promu de II. Liga - FC Banik Ostrava - RH Cheb - Lokomotiva Kosice - Plastika Nitra - SK Slavia Prague - Spartak Trnava - AC Sparta Prague |

## Compétition

### Classement
Le barème utilisé pour établir le classement est le suivant :
- Victoire : 2 points
- Match nul : 1 point
- Défaite : 0 point

| Rang | Équipe                    | Pts | J  | G  | N  | P  | Bp | Bc | Diff |
| ---- | ------------------------- | --- | -- | -- | -- | -- | -- | -- | ---- |
| 1    | AC Sparta Prague (C)      | 46  | 30 | 20 | 6  | 4  | 58 | 24 | +34  |
| 2    | Dukla Prague              | 44  | 30 | 19 | 6  | 5  | 48 | 23 | +25  |
| 3    | FC Bohemians Prague (T)   | 40  | 30 | 16 | 8  | 6  | 48 | 26 | +22  |
| 4    | Dukla Banská Bystrica (P) | 37  | 30 | 16 | 5  | 9  | 49 | 31 | +18  |
| 5    | FC Baník Ostrava          | 35  | 30 | 14 | 7  | 9  | 45 | 28 | +17  |
| 6    | FK Inter Bratislava       | 29  | 30 | 9  | 11 | 10 | 36 | 36 | 0    |
| 7    | FC Spartak Trnava         | 29  | 30 | 11 | 7  | 12 | 43 | 50 | -7   |
| 8    | FC Lokomotíva Košice      | 27  | 30 | 11 | 5  | 14 | 43 | 39 | +4   |
| 9    | ŠK Slovan Bratislava      | 27  | 30 | 8  | 11 | 11 | 45 | 46 | -1   |
| 10   | TJ Vitkovice              | 27  | 30 | 10 | 7  | 13 | 36 | 45 | -9   |
| 11   | RH Cheb                   | 26  | 30 | 10 | 6  | 14 | 37 | 43 | -6   |
| 12   | SK Slavia Prague          | 26  | 30 | 11 | 4  | 15 | 40 | 57 | -17  |
| 13   | ZVL Zilina                | 25  | 30 | 9  | 7  | 14 | 26 | 43 | -17  |
| 14   | Tatran Prešov             | 23  | 30 | 8  | 7  | 15 | 25 | 44 | -19  |
| 15   | Sklo Union Teplice (P)    | 20  | 30 | 5  | 10 | 15 | 29 | 51 | -22  |
| 16   | Plastika Nitra            | 19  | 30 | 6  | 7  | 17 | 31 | 53 | -22  |

|  | Qualification pour la Coupe d'Europe des clubs champions 1984-1985                                |
|  | Qualification pour la Coupe des Coupes 1984-1985                                                  |
|  | Qualification pour la Coupe UEFA 1984-1985                                                        |
|  | Relégation en II. Liga                                                                            |
|  | (T) Tenant du titre (C) Vainqueur de la Coupe du Tchécoslovaquie (P) : Promu de deuxième division |

## Bilan de la saison
| Championnat de Tchécoslovaquie de football 1983-1984 |                              |
| Champion                                             | AC Sparta Prague (16e titre) |
| Coupes et trophées                                   |                              |
| Vainqueur de la Coupe de Tchécoslovaquie 1983-1984   | AC Sparta Prague             |
| Qualifications continentales                         |                              |
| Coupe d'Europe des clubs champions 1984-1985         | AC Sparta Prague             |
| Coupe des Coupes 1984-1985                           | FK Inter Bratislava          |
| Coupe UEFA 1984-1985                                 | Dukla Prague                 |
| Coupe UEFA 1984-1985                                 | FC Bohemians Prague          |
| Promotions et relégations                            |                              |
| Promus en I. Liga                                    | ZTS Petržalka                |
| Promus en I. Liga                                    | SK Sigma Olomouc             |
| Relégués en II. Liga                                 | Sklo Union Teplice           |
| Relégués en II. Liga                                 | Plastika Nitra               |